# 約翰遜縣 (伊利諾伊州)
約翰遜縣（英語：Johnson County）是美國伊利諾伊州南部的一個縣。面積904平方公里。根據美國2000年人口普查，共有人口12,978人。縣治維也納（Vienna）。
成立於1812年9月14日。縣名以副總統理察·M·詹森（時任肯塔基州眾議員）命名。